# Garapita aurea
Garapita aurea är en insektsart som beskrevs av Rauno E. Linnavuori 1959. Garapita aurea ingår i släktet Garapita och familjen dvärgstritar. Inga underarter finns listade i Catalogue of Life.